# Isáuria

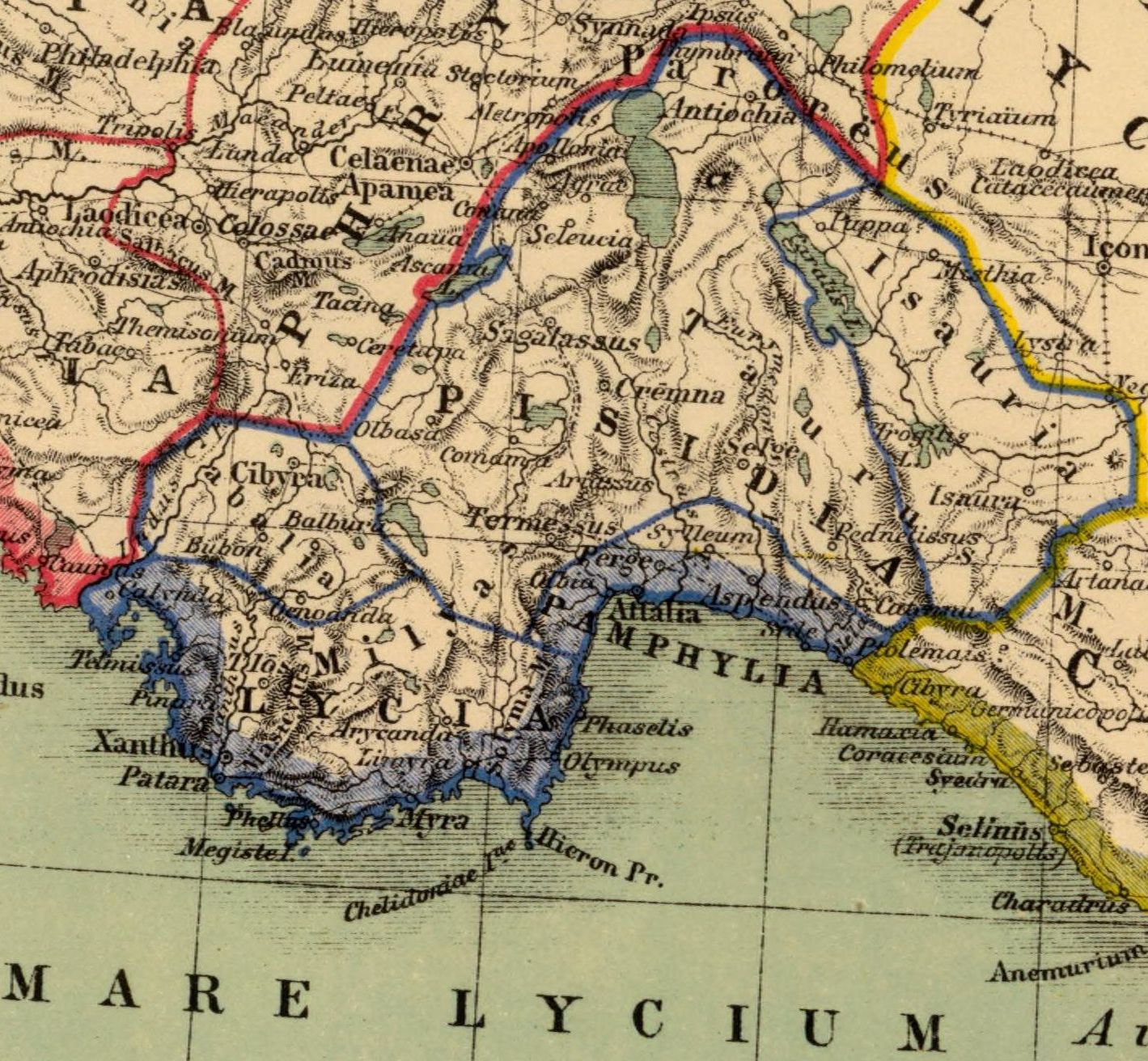
A Isáuria aparece à direita neste mapa de 1903

Isáuria (em grego: Ἰσαυρία; romaniz.: Isayría) é o nome antigo de uma zona acidentada e isolada no sul da Ásia Menor cujas fronteiras variaram muito, mas geralmente cobrindo grande parte do que é hoje a parte sul da província de Cônia da Turquia, na parte norte dos Montes Tauro e terras adjacentes.

## Etimologia e língua
Deriva seu nome de uma contenciosa tribo isáuria (provavelmente os luvitas) e dos assentamentos gêmeos de Antiga Isáuria (em grego: Ίσαυρα Παλαιά; romaniz.: Isauria Palaea; em latim: Isaura Vetus) e Isáuria Nova (em grego: Ίσαυρα Νέα; romaniz.: Isaura Nea; em latim: Isaura Nova). Os isauros eram um povo montanhês ferozmente independente que provocaram o caos nos distritos vizinhos durante os períodos romano e macedônio.

O isauro é uma língua extinta que foi falada na Isáuria. Os nomes próprios dos isauros parecem ser derivados do luvita e por isso é provável que fosse uma língua indo-europeia. Há provas epigráficas do seu uso, nomeadamente inscrições funerárias, que vão até ao século V d.C.

## Geografia e período pré-romano
O núcleo permanente da Isáuria estava ao norte dos Montes Tauro, diretamente ao sul de Icônio (Cônia) e Listra. A Licônia tinha todas as planícies icônias, mas a Isáuria começava logo no sopé das montanhas. Suas duas cidades originais, Antiga Isáuria e Nova Isáuria, localizavam-se uma entre os montes (Doria) e outra na bacia (Zengibar Kalesi).
No século IV a.C., a Isáuria começou como terminaria, e tornou-se um distrito selvagem na região de Antiga Isáuria e na fonte do Calicádno (Calicadnus; atual Rio Göksu). Quando sua capital, Isáuria (a Isauria Vetus), uma cidade fortemente fortificada no sopé do monte Tauro, foi cercada por Pérdicas, o regente macedônico depois da morte de Alexandre, o Grande, os isauros preferiram incendiá-la a ter que se submeter. 

## Dominação romana
Quando os romanos se encontraram pela primeira vez com os isauros no início do século I a.C., eles consideraram a Cilícia Trachea como parte da Isáuria, estendendo-a desta forma até o mar Mediterrâneo e esta ampliação do nome da região continuou a ser usada por mais dois séculos. Toda a bacia do Calicádno (Calicadnus) era considerada parte da Isáuria e as cidades no vale de seu ramo meridional formavam o que ficou conhecida como a "Decápolis Isáuria".
Os isauros foram parcialmente dominados (76–75 a.C.) pelos romanos. Durante a guerra da Cilícia e outros piratas contra Roma, eles tiveram um papel tão ativo que o procônsul Públio Servílio considerou necessário segui-los até seus redutos acidentados para conseguir submetê-los, uma façanha que lhe valeu o título de Isáurico (75 a.C.).
Os isauros foram posteriormente submetidos a Amintas, rei da Galácia, mas é evidente que eles continuaram a manter seus hábitos predatórios além de uma virtual independência. No século III, eles abrigaram o imperador rebelde Treboniano Galo.
No inicio do século IV toda a Cilícia foi dividida por ordem de Diocleciano por motivos administrativos, da encosta norte do Tauro, e encontramos uma província chamada inicialmente de Isáuria-Licônia e, mais tarde, somente Isáuria, que se estendia até os limites da Galácia, mas que não passava do Tauro para o sul. A Pisídia, que até então estava unida à Isáuria, também foi separada e recebeu Icônio. Em compensação, a Isáuria recebeu a parte oriental da Panfília.
No século IV a Isáuria ainda foi descrita por Amiano Marcelino como o flagelo das províncias vizinhas da Ásia Menor e relata uma grande campanha de raides entre 404 e 409, seguida de uma campanha para erradicá-los liderada pelo general Arbazácio, mas os isauros só seriam efetivamente subjugados no reinado de Justiniano I
Este povo relativamente obscuro, produziu dois imperadores bizantinos, Zenão, cujo nome nativo era Trascalisseu Rusumbladeota (Traskalisseus Rousoumbladeotes) e Leão III, o Isauro, que ascendeu ao trono de Constantinopla, em 717 e reinou até 741, fundando uma dinastia de três gerações. O império utilizou isauros como soldados, generais e, em certo momento, eles chegaram até mesmo a compor a guarda pessoal do imperador, os excubitores. Contudo, a população de Constantinopla sempre os considerou bárbaros e o imperador Anastácio I Dicoro teve que lutar uma longa guerra contra rebeldes isauros, a Guerra Isaura (492  497).
Apesar da resistência, a Isáuria foi conquistada em 1071 pelo Sultanato Seljúcida de Rum ("romanos" em turco, que é como eles chamavam os bizantinos). Quando ele ruiu, o território passou para o controle do Beilhique da Caramânia. Finalmente, a região foi conquistada em 1390 pelo emergente Emirado Otomano. A Isáuria foi uma das primeiras regiões assentadas pelos turcos na Anatólia e a população local, já bastante esparsa por causa das constantes guerras turco-bizantinas e pelos repetidos saques durante as Cruzadas, se converteu ao islamismo.

## História posterior
A Isáuria tem muitas ruínas de cidades e suas fortificações. As de Antiga Isáuria são notavelmente importantes graças ao seu excelente estado de conservação e por suas importantes fortificações e tumbas. As de Isáuria Nova desapareceram por completo, mas diversas inscrições e monólitos esculpidos nas casas de Dorla nos revelam sua posição. Foi esta última e não a primeira que Públio Servílio conquistou cortando o abastecimento de água. John Robert Sitlington Sterrett explorou o planalto em 1885, mas sua busca não foi exaustiva. O local foi identificado por William Mitchell Ramsay em 1901.
Ramsay descobriu ali mais de cinquenta inscrições em grego, a maioria da era cristã, bem como magníficos túmulos  dos séculos III, IV e V. Epitáfios de três bispos foram encontrados, Teófilo, Sisamoas e Mamas, que viveram entre os anos 250 e 400. Três outros bispos também são conhecidos, Hilário (381), Calístrato (um pouco mais tarde) e Aécio (451)., este último também ostentando o título de Isaurópolis, o nome de uma cidade que também figurava no "Synecdemus" de Hiérocles. Como nenhuma "Notitiae episcopatuum" menciona Isáuria ou Isaurópolis, Ramsay supõe que a diocese da Nova Isáuria teria se juntado com a de Leontopolis, um nome mais recente de Antiga Isáuria mencionada em todos os "Notitiae".

## Sés episcopais
As sés episcopais da província e que aparecem no Annuario Pontificio como sés titulares são:
- Adrasos (Meluos? Balabolu?)
- Anemúrio
- Antioquia Parva
- Cardabunta
- Celenderis (Aydıncık, Mersin)
- Claudiópolis na Isáuria (Mut)
- Codaca
- Corópisso
- Dalisando na Isáuria (em Sinabiç)
- Diocesareia na Isáuria (cidade antiga de Olba)
- Domeciópolis
- Filadélfia Menor (na região de Cetis)
- Germanicópolis
- Heliosebasteia (Ayaş)
- Hierápolis na Isáuria
- Irenópolis na Isáuria
- Jotapa na Isáuria (Beysekci kalesi)
- Lamo
- Lauzado (Lavdhâ)
- Meloë na Isáuria (Agaliman, Melstepe?)
- Musbanda
- Neápolis na Isáuria (ruínas de Kannedeli Fol?)
- Néfelis (ruínas de Sebast-Güsle? Sevasti-Yayla?)